# Universität Toulouse I

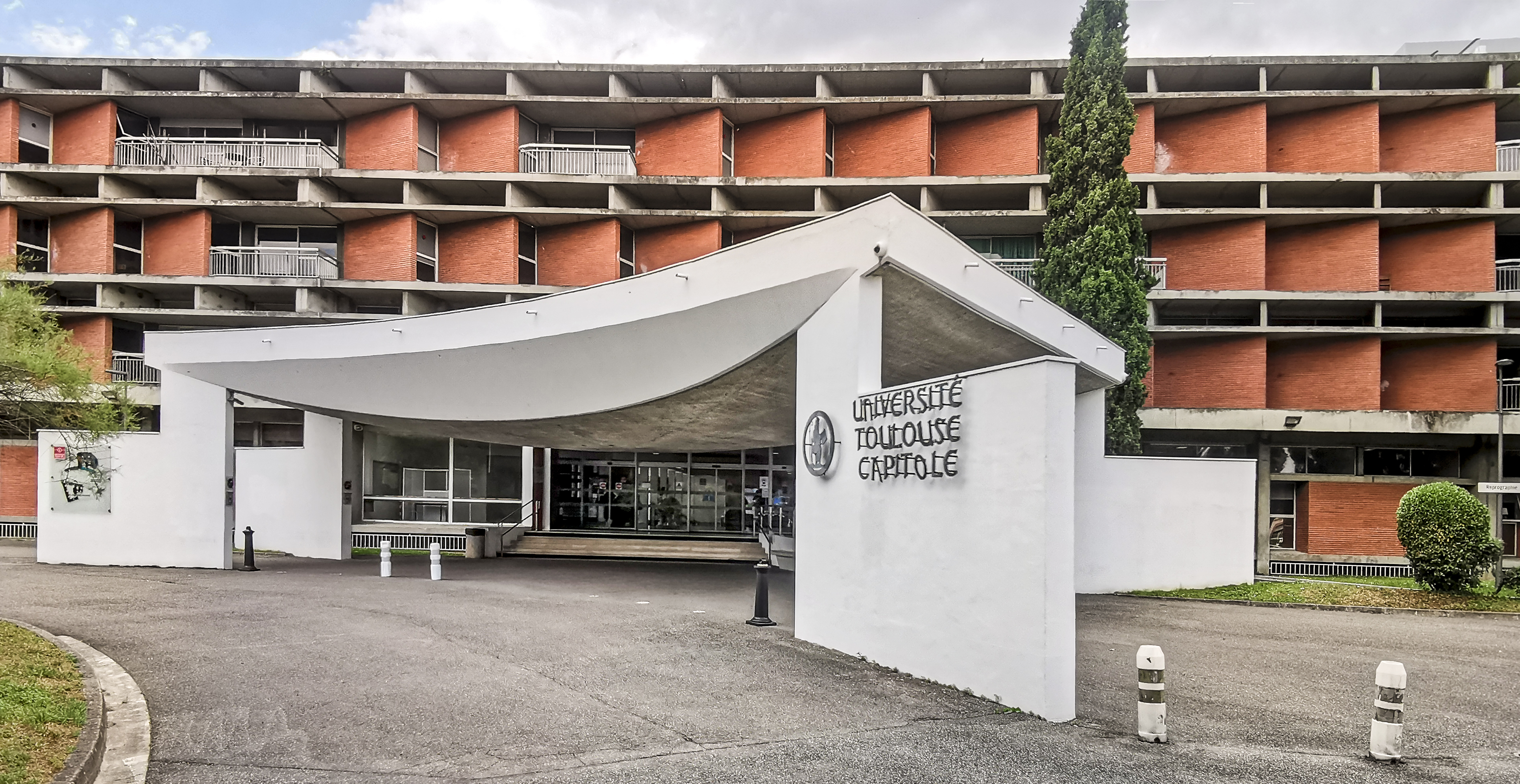
Toulouse 1 Capitole University – Haupteingang, Arsenal-Standort.

Die Universität Toulouse I (französisch Université Toulouse-I-Capitole; Abk. UT1) ist eine der drei Universitäten in der französischen Stadt Toulouse. Sie geht auf die 1229 von Ludwig dem Heiligen gegründete Rechtsfakultät zurück und gehört seit 2007 zum Verband Université Fédérale Toulouse Midi-Pyrénées (UFTMP).
Die UT1 bietet Studiengänge auf den Gebieten Rechtswissenschaften, Wirtschaft und Verwaltung an. Sie hat mehr als 17.000 Studenten in Toulouse und ihren Außenstellen in Montauban und Rodez.

## Geschichte
Die die Universität begründende Akademie wurde von Raimund VII. von Toulouse auf der Grundlage des Pariser Vertrags vom 12. April 1229 gegründet (siehe Universität Toulouse). Die Gründung wurde ihm von Ludwig IX. von Frankreich als Folge der Niederlage im Albigenserkreuzzug auferlegt. Sie umfasste ursprünglich vier Fakultäten: die theologische Fakultät, die Fakultät für kanonisches Recht, die zivilrechtliche Fakultät und die Fakultät der Künste. 1257 wurde die medizinische Fakultät gegründet.
Im Zuge der Französischen Revolution wurde die Universität 1793 geschlossen. Am Ende des zweiten Kaiserreichs, das durch eine allgemein schlechte Situation der französischen Universitäten außerhalb der Hauptstadt gekennzeichnet ist, bestanden in Toulouse vier Fakultäten: Rechtswissenschaften, Geisteswissenschaften, Naturwissenschaften und katholische Theologie. Wie schon unter dem Ancien Régime ist die juristische Fakultät die wichtigste: sie beherbergt drei Viertel der Studenten und besitzt die renommiertesten Professoren.
Die Situation der Universität verbessert sich erst in den achtziger Jahren des 19. Jahrhunderts unter dem Einfluss von Männern wie Louis Liard und Ernest Lavisse, die den Universitäten ein größeres Maß an Autonomie zubilligen. Die Politik der Zentralisierung behindert die Entwicklung der Universität aber weiterhin bis in die 1960er Jahre.
Am 12. November 1968 tritt das Gesetz zur Ausrichtung des höheren Bildungswesens in Kraft, welches Einrichtungen eines Typs, die sogenannten „Öffentlichen Einrichtungen kultureller und wissenschaftlicher Art“ (établissements publics à caractère scientifique et culturel – EPCSC), kreiert. Die alten Fakultäten verschwinden und werden durch „Lehr- und Forschungseinheiten“ (Unités d'enseignement et de recherche – UER) ersetzt, die neu in Universitäten geordnet werden. Auf diese Weise entstehen in Toulouse drei neue Universitäten, Universität Toulouse I, Universität Toulouse II, Universität Toulouse III und das Institut national polytechnique de Toulouse (INPT).
Die Universität Toulouse I verbleibt im Zentrum von Toulouse, während die beiden anderen Universitäten in den Vororten der Stadt angesiedelt werden.
Jean Tirole, wissenschaftlicher Direktor des Institut d'économie industrielle (IDEI), wurde 2014 mit dem Alfred-Nobel-Gedächtnispreis für Wirtschaftswissenschaften („Wirtschaftsnobelpreis“) ausgezeichnet.

## Standorte
Die Universität Toulouse I (UT 1) verteilt sich auf drei Standorte im Herzen der Toulouser Innenstadt.
Die „Anciennes Facultés“ (Alte Fakultäten) beherbergen das „Institut d’Administration des Entreprises“ (IAE, Institut für Unternehmensverwaltung), den „Service Universitaire d'Information et d'Orientation“ (SUIO, Universitärer Informations- und Orientierungsservice), zahlreiche studentische Vereine und mehrere Hörsäle. Die „Anciennes Facultés“ befinden sich in der Rue Albert Lautmann Nr. 2, zwei Minuten vom Kapitolsplatz (place du Capitole) entfernt.
„L’Arsenal“ (das Arsenal) umfasst den größten Teil der Hörsäle und Unterrichtsräume sowie die „Bibliothèque universitaire de l’Arsenal“ (Universitätsbibliothek des Arsenal), welches die größte Bibliothek der Universität ist. „L’Arsenal“ befindet sich in der Rue du Doyen Gabriel Marty Nr. 2, gegenüber von den „Anciennes Facultés“.
Die „Manufacture des Tabacs“ (Tabakmanufaktur) ist Standort von Unterrichtsräumen, Hörsälen und vor allem von Laboren und Forschungsbibliotheken. Die „Manufacture“ hat die Adresse Allée de Brienne Nr. 21 und liegt, von den beiden eben genannten Standorten aus gesehen, auf der anderen Seite des Canal de Brienne.
Schließlich gibt es noch ein Annex-Institut der Universität in Albi.

## Teilbereiche
Die Juristische Fakultät aus dem Jahre 1229 ist eine der ältesten universitären Institutionen Europas. Im Laufe des 20. Jahrhunderts wurden im Rahmen der Universität neue Fakultäten und Institute gegründet, von denen einige nach dem Mai 1968 die Universität Toulouse I bildeten.
- UFR de droit (Juristischer Fachbereich; UFR = unité de formation et de recherche, wörtlich „Ausbildungs- und Forschungseinheit“):

Direktor: Bernard Beigner (Professor für Zivilrecht)
- UFR de sciences économiques (Wirtschaftswissenschaftlicher Fachbereich):

Direktorin: Marie-Françoise Calmette (Professorin für Wirtschaftswissenschaften)
- UFR d’administration et communication (Fachbereich für Verwaltung und Kommunikation):

Direktor: Christian Lavialle (Professor für Öffentliches Recht)
- UFR d’informatique (Fachbereich für Informatik):

Direktorin:  Chantal Soule-Dupuy (Professorin für Informatik)
- L’Institut d’administration des entreprises (IAE, Institut für Unternehmensverwaltung):

Direktor: Hervé Penan (Professor für Wirtschaftswissenschaften)
- L’Institut universitaire technologique de Rodez (IUT, Universitäres Technologieinstitut von Rodez):

Direktor: Jean-Yves Bruel (Dozent für Betriebswirtschaft)

## Alumni
- Louis Aliot (* 1969), Politiker
- Abdallah Boureima (* 1954), Manager und Politiker
- Ahmat Jidoud (* 1980), Wirtschaftswissenschaftler und Politiker
- Jean Laffitte (* 1952), Geistlicher
- Bernard Maris (1946–2015), Wirtschaftswissenschaftler, Journalist und Autor